# Fritz Goebel (Bibliothekar)
Johann Friedrich Goebel (* 21. Juni 1869 in Belum-Kehdingbruch; † 15. Mai 1927 in Hannover) war ein deutscher Bibliothekar.

## Leben
Johann Friedrich (Fritz) Goebel wurde als Sohn des Pfarrers Christian Friedrich Goebel (1821–1891) und seiner Frau Anna Helene Goebel, geb. Wendt, am 21. Juni 1869 in Kehdingbruch geboren. Er wuchs bei seinem Großvater Johann Andrea Wendt (1801–1880), Pastor und Superintendent, in Zeven auf und besuchte das Internat von Schulpforta bei Naumburg, wo er 1887 das altsprachliche Abitur bestand. Anschließend studierte Goebel Philosophie, Deutsch, Latein und Romanistik an den Universitäten Berlin, München, Genf und Marburg. An der Universität Marburg wurde er mit seiner wissenschaftlichen Arbeit „Untersuchungen über die altprovenzalische Trophismus-Legende“ zum Doktor der Philosophie promoviert. Von 1897 bis 1901 war er Lehrer für Deutsch, Geschichte und alte Sprachen am Ratsgymnasium in Hannover. Von 1900 bis 1924 übernahm er als Oberlehrer den Unterricht für Latein, Französisch und Geschichte an der 1897 gegründeten Sophienschule in Hannover, die seit 1900 Gymnasialkurse für Mädchen eingerichtet hatte.
Vom damaligen Kronprinzen von Hannover Ernst August (II.) von Hannover, Herzog von Cumberland, (1845–1923) wurde er zum Bibliothekar der ehemaligen königlichen Bibliothek, (Fideikommissbibliothek) der Welfen in Hannover und in Schloss Marienburg (Nordstemmen) ernannt. Dieses Amt übte er bis zu seinem Todesjahr 1927 aus.
Goebel entfaltete eine vielseitige literarische Tätigkeit, die sich besonders mit der Geschichte der Welfen und der niedersächsischen Heimat- und Sprachgeschichte befasste. Er war befreundet mit den Malern Rudolf Hermanns (1860–1935) und Otto Rauth (1862–1922) sowie den Heimatforschern Hans Müller-Brauel (1867–1940) und Friedrich Tewes (1898–1931). In den Zeitschriften 'Hannoversche Geschichtsblätter' und 'Hannoverland' veröffentlichte er zahlreiche Beiträge. 1912 wurde ihm der Titel eines Professors verliehen. Goebel war verheiratet mit der Studienrätin Agnes Goebel, geb. Bock (1870–1954), die nach ihrem Ausscheiden aus dem Schuldienst eine Privatschule für Fremdsprachen in Hannover eröffnete. Aus der Ehe gingen drei Kinder hervor, von denen Elisabeth Goebel (1908–1998) zusammen mit ihrem Mann Diedrich Murken (1893–1958) in Gütersloh 1946 eine private Frauenklinik gründete.

## Publikationen
- Fritz Goebel: Untersuchungen über die altprovenzalische Trophismus-Legende. In: Ausgaben und Abhandlungen aus dem Gebiete der romanischen Philologie. Hrsg. Edmund Stengel. Marburg 1896. Nachdruck: Bern 2013.
- Graf Carl von Alten. In: Der Heidger. Ein niederländisches Kalenderbuch auf das Jahr 1906 Christi. Hrsg. Hans Müller-Brauel. Hannover 1905, S. 35–36.
- Adolph Friedrich, Herzog von Cambridge. Hannoversche Geschichtsblätter 8 (1905), Heft 7–9. Sonderausgabe.
- Rudolf Hermanns. Mit einer Lebensbeschreibung des Künstlers. In: Westermanns Monatshefte 124 (1918), 2. Teil, Heft 723, S. 417–428.